# Lomnická rieka
Lomnická rieka je potok na horní Spiši, protékající územím okresu Kežmarok. Je to levostranný přítok Kolačkovského potoka, měří 6,4 km a je tokem VI. řádu.
Pramení v Levočských vrších, v podcelku Levočská vysočina, na severním svahu Jehly v nadmořské výšce kolem 1 050 m. Nejprve teče směrem na sever, vytváří oblouk ohnutý na západ, zprava přibírá přítok ze severozápadního svahu Černé hory 1 289 m a zleva přítok od kóty 1 132,3 m. Následuje pravostranný přítok od kóty 1 161,2 m, potok pokračuje víceméně severoseverovýchodným směrem, zprava přibírá nejprve krátký přítok a pak další z jižního svahu Grúně 1 003 m. Nakonec teče opět k severu a jihojihozápadně od obce Kolačkov ústí v nadmořské výšce cca 705 m do Kolačkovského potoka.